# Bruno Heydrich

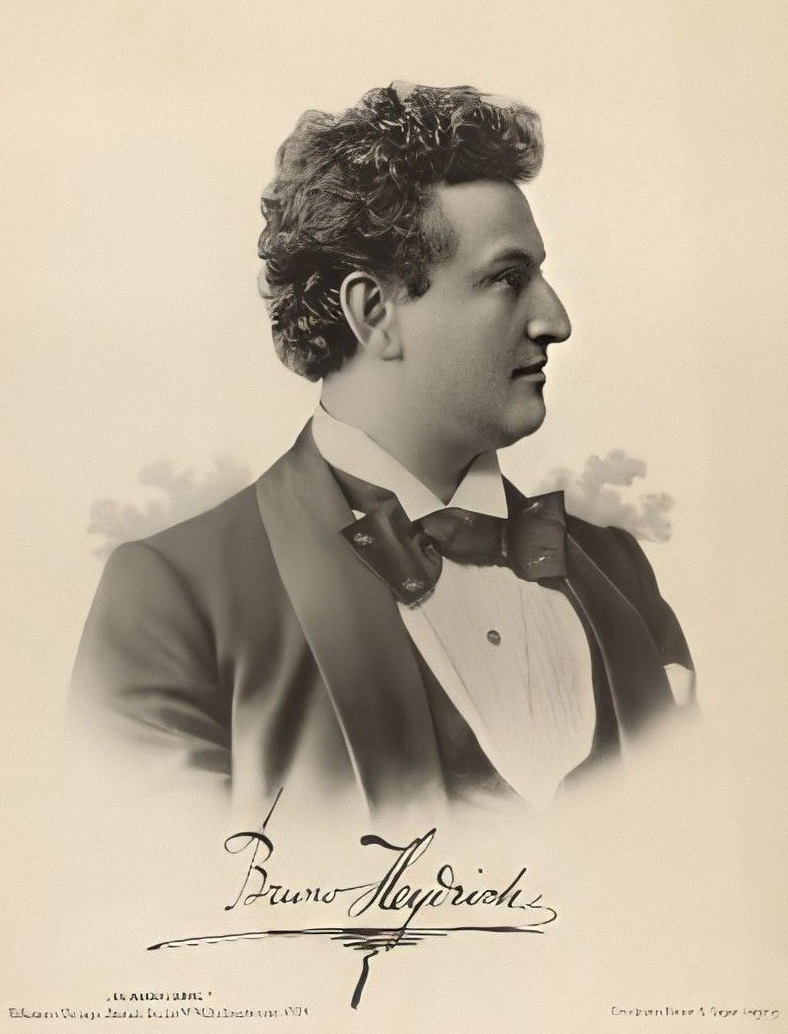
Bruno Heydrich um 1895

Richard Bruno Heydrich (* 23. Februar 1865 in Leuben, Sachsen; † 24. August 1938 in Dresden) war ein deutscher Opernsänger (Tenor), Komponist und Gesangspädagoge. Er war Vater des SS-Obergruppenführers Reinhard Heydrich.

## Leben
Bruno Heydrich war Sohn des verarmten Möbeltischlers Karl Julius Reinhold Heydrich (1837–1874) und seiner Ehefrau Ernestine Wilhelmine Heydrich geb. Lindner (1840–1923). Einer seiner Vorfahren war der Theaterspieler Karl Gottlob Heydrich (1714–1788). Bruno Heydrich war 9 Jahre alt, als sein Vater an Tuberkulose starb. Dieser hinterließ drei Söhne und drei Töchter im Alter zwischen drei und dreizehn Jahren, so dass Bruno Heydrich eine Kindheit in kärglichen Verhältnissen verbrachte. Das änderte sich auch nicht, als seine Mutter Ernestine Wilhelmine 1877 den Schlossergehilfen Robert Süß heiratete. Bruno Heydrich und sein jüngerer Bruder Richard sangen auf Jahrmärkten und besserten so das Familieneinkommen auf. Nachdem Bruno Heydrich schon dem Knaben-Musikchor in Meißen angehört hatte, studierte er mit Hilfe eines Stipendiums Kontrabass und Komposition am Konservatorium in Dresden und begann als Kontrabassist in der Meininger Hofkapelle und der Dresdner Hofkapelle. Nach einer Gesangsausbildung in Dresden debütierte er 1884 als Tenor am Hoftheater von Sondershausen und wurde im selben Jahr Mitglied des Weimarer Hoftheaters. Zwischen 1890 und 1893 wechselte er zwischen Magdeburg, Stettin und Aachen. Ab 1893 sang er an der Kölner Oper vornehmlich das Wagner-Repertoire. Von 1897 bis 1900 war er nochmals fest angestellt am Hoftheater Braunschweig. In den weiteren Jahren wirkte er an verschiedenen Häusern als Gast. Heydrich war Mitglied der Männer-Vereinigung Schlaraffia.
Im Jahr 1895 sang Heydrich am Stadttheater Mainz den Titelhelden in der Uraufführung von Hans Pfitzners Erstlingsoper Der arme Heinrich. Als der junge Pfitzner sich mit dem eben vollendeten Werk auf einer qualvollen und demütigenden Odyssee quer durch Deutschland befand, stellte sich Heydrich in selbstloser Weise für die Titelpartie unentgeltlich zur Verfügung, sobald eine Bühne für die Aufführung gefunden sei.
Er komponierte Chöre, Lieder und Orchesterwerke sowie Opern im Stil von Richard Wagner, welche in Köln und Leipzig aufgeführt wurden. Diese konnten sich jedoch im Repertoire nicht durchsetzen. Er hinterließ 83 mit Opuszahlen versehene Kompositionen.
1897 heiratete Heydrich Elisabeth Anna Marie Amalie Krantz (1871–1946), welche aus einer wohlhabenden Dresdener Familie stammte und die Tochter des Leiters des Konservatoriums in Dresden Eugen Krantz war. Sie hatten drei Kinder (Reinhard, Heinz und Maria). Der und spätere SS-Obergruppenführer Reinhard Heydrich (1904–1942), wurde benannt nach dem Helden der am 22. September 1895 in Köln uraufgeführten Oper Amen. Neun Jahre vor der Geburt des Sohnes gab er dem Prolog dieser Oper den Titel Reinhards Verbrechen. Heydrichs zweite Oper trug den Titel Zufall. Musikalisches Lustspiel in einem Aufzug.
1899 gründete er in Halle an der Saale ein Konservatorium, das seinen Namen trug und später nach Georg Friedrich Händel benannt wurde.
Gerüchten, er sei jüdischer Herkunft, trat Bruno Heydrich 1916 mit einer erfolgreichen Klage entgegen. Den Hintergrund der Klage bildete die Behauptung in Hugo Riemanns Musik-Lexikon, in dessen Ausgabe von 1916 stand, dass Heydrich „eigentlich Süß“ heiße. Neuere genealogische Forschungen konnten eine jüdische Abstammung Heydrichs nicht bestätigen. Sein Stiefvater Robert Gustav Süß, worüber die jüdische Herkunft behauptet wurde, war zudem ein evangelisch getaufter Schlossergehilfe.
Bruno Heydrich starb am 24. August 1938 in Dresden. Heydrich wurde auf dem Stadtgottesacker in Halle (Saale) beigesetzt. 1965 wurde mit der Errichtung des Lenin-Parks in Halle, dem heutigen Stadtpark, Heydrichs Grab vernichtet. Seine Ehefrau Elisabeth Heydrich überlebte ihren Mann um 8 Jahre. Sie verhungerte 1946 im bombardierten Dresden.
Am 26. Mai 1942 wurde in Reinhard Heydrichs Anwesenheit im Prager Waldsteinpalais im Rahmen der „Prager Musikwochen 1942“ das Klavierquintett op. 5 gegeben, am nächsten Morgen folgte das Attentat auf den Reichsprotektor, seinen Sohn Reinhard Heydrich.

## Werke

### Chormusik
- op. 28 Vergissmeinnicht für Männerchor und Solo (Verlag: Alt & Uhrig, Köln)
- op. 29 A Busserl. Heiterer Männerchor (Verlag: Alt & Uhrig, Köln)
- op. 60 Deutscher Spruch für sechsstimmigen Männerchor; Worte von Bismarck (Verlag: Halle (Saale): Heydrich-Konservatorium: 1914: 3 S.)
- op. 61 Die grosse Stunde. Vaterländische Kompositionen für Männerchor a cappella mit Klavier od. Instrumentalbegleitung; Text v. Wolfgang Herzfeld (komp. 1914/15)
- op. 62 Soldatentreu für vierstimmigen Männerchor a cappella; Text: Wilhelm Hauff (Verlag: Halle (Saale): Heydrich-Konservatorium: [um 1915]: 5 S.)
- op. 77 Der 90. Psalm für vierstimmigen Frauen- oder Knabenchor mit Soloquartett
- op. 84 Weihespruch (Im Altertum gegründet) für vierstimmigen gemischten Chor mit Klavierbegleitung

### Geistliche Musik
- op. 50,2 Gebet. Trauungsgesang für eine Singstimme mit Orgelbegleitung (Harmonium oder Klavier)
- op. 58 Vater unser für Sologesang, Violine, Orgel (oder Harmonium) und Harfe (oder Klavier)

### Klaviermusik
- op. 6 Liebesempfindungen. Kleine Suite für Klavier
- Marienbader Panorama-Marsch

### Kammermusik
- op. 2 Klaviertrio
- op. 3 Streichquartett
- op. 5 Klavierquintett

### Lieder
- Die Wahrheit (O Carneval)
- op. 1 Drei Lieder (1. Die Sennin, 2. Kahnfahrt, 3. Das Mädchenspricht) für eine Singstimme mit Begleitung des Pianoforte (Verlag: Hoffarth, Dresden)
- op. 11 Wiegenlied (Schlafe ein!) (Verlag: Näumann, Dresden)
- op. 12 Ich hab’ dich so unendlich lieb! (Verlag: Näumann, Dresden)
- op. 15 Der alte Name. Ballade für mittlere Singstimme mit Klavier (Verlag: Näumann, Dresden)
- op. 16 Novellette für Singstimme mit Pianofortebegleitung (1886); Text von Wilhelm Geissler: 1. Sei still und sprich kein Sterbenswort. 2. Ich hab’ ein treues Liebchen. 3. Die Lampe erlosch, die Sterne erbleichten
- op. 17 Kusslied. Letzter Wunsch: Nur einmal möcht’ ich dir noch sagen (Verlag: Näumann, Dresden)
- op. 18 Kusslied. O könnt’ ich küssen dich zu jeder Stund’ (Verlag: Tonger, Köln)
- op. 19 Kusslied. Drum küsse, küsse, küsse (Verlag: Tonger, Köln)
- op. 20 Kusslied. Denn fang ich dich zu küssen an (Verlag: Tonger, Köln)
- op. 21 Kusslied. Sie hat mir alles im Kuss gesagt (Verlag: Tonger, Köln)
- op. 22 O wüsstest du, wie schön du bist! (Verlag: Heinrichshofen, Magdeburg)
- op. 23 Kusslied. Kleine Schöne, küsse mich! (Verlag: Tonger, Köln)
- op. 25 Schwärmerei. Veilchen, in den lauen Lüften! (Verlag: Tonger, Köln)
- op. 26 Schwärmerei. O komm im Traum zu mir (Verlag: Tonger, Köln)
- op. 27 Schwärmerei. Du liebst mich (Verlag: Tonger, Köln)
- Op. 30–33 4 Liebeslieder (Braunschweig Henry Litolff s Verlag Collection Litolff No, 2211)
- op. 35 Du. Ich trage ein Kleinod im Herzen (Verlag: Bartels; Braunschweig)
- op. 36 Ich soll dich wiedersehn (Verlag: Bartels; Braunschweig)
- op. 37 Braut und Bräutigam (Verlag: Bartels; Braunschweig)
- op. 41 Zwei Lieder für eine Singstimme mit Pianofortebegleitung (1. O komm, du Frühlingsfreude, 2. Dich mein Engel liess ich wie bisher, wenn ich der Herrgott wär’), Bauer, Braunschweig
- op. 43 Abschied. O komm doch mein Mädchen: Lied für eine Singstimme mit Klavierbegleitung
- op. 56 Prinzesschens Wiegenlied (Verlag: Halle a. S.: Selbstverlag d. Komp.: [um 1910]: 5 S.)
- op. 63 Heimgedanken für eine mittlere Singstimme mit Klavierbegleitung (Halle (Saale): Hothan: [um 1915]: 7 S.)
- op. 64 Des Liebsten Grab für eine mittlere Singstimme mit Klavierbegleitung (Halle (Saale): Hothan: [um 1915]: 3 S.)
- op. 65 Reiters Abschied für eine mittlere Singstimme mit Klavierbegleitung (Halle (Saale): Hothan: [um 1915]: 5 S.)
- op. 66 Reichseinigkeit für eine mittlere Singstimme mit Klavierbegleitung (Halle (Saale): Hothan: [um 1915]: 5 S.)
- op. 67 Mutterleid für eine mittlere Singstimme mit Klavierbegleitung (Halle (Saale): Hothan)
- op. 68 Willkommen Kind für eine mittlere Singstimme mit Klavierbegleitung (Halle (Saale): Hothan)
- op. 69 Glaube, liebe, hoffe für Sologesang und Klavier- oder Orgelbegleitung (Verlag: Halle (Saale): Hothan: 1915: 3 S.)
- op. 70 Herziges Kind (Heimatsehnen) für eine Singstimme mit Klavierbegleitung (Verlag; Halle (Saale): Hothan: [um 1915]: 5 S.)
- op. 74 Annemarie, Lied mit Klavierbegleitung für eine mittlere Stimme (Text von Julius Freund)
- op. 75 Reiterlied

### Opern
- Amen (1895). „Opern-Drama in 1 Akte u. e. musikalisch-pantomimischen Vorspiele“
- Frieden (1907). Oper
- Zufall (1914). Oper in einem Akt
- Das Leiermädchen. „Volksoper“
- Das ewige Licht (1923). Oper

### Orchestermusik
- op. 57 Sinfonie D-Dur